# Associazione Calcio Mantova 1978-1979
Questa pagina raccoglie le informazioni riguardanti l'Associazione Calcio Mantova nelle competizioni ufficiali della stagione 1978-1979.

## Stagione
Il Mantova il tredicesimo posto in classifica, due punti sopra la zona retrocessione.
Sulla panchina biancorossa ancora Ugo Tomeazzi per la seconda stagione. Anche il capocannoniere è ancora una volta Sauro Frutti con sette reti all'attivo.

## Rosa
| N. |                   | Ruolo | Calciatore            |
| -- | ----------------- | ----- | --------------------- |
|    | Italia (bandiera) | A     | Giancarlo Bardelli    |
|    | Italia (bandiera) | C     | Walter Berlini        |
|    | Italia (bandiera) | D     | Piero Bianco          |
|    | Italia (bandiera) | C     | Gianfranco Cantarelli |
|    | Italia (bandiera) | A     | Carlo Cappotti        |
|    | Italia (bandiera) | D     | Roberto Ceccotti      |
|    | Italia (bandiera) | D     | Giampaolo Cescon      |
|    | Italia (bandiera) | P     | Giorgio Ciaschini     |
|    | Italia (bandiera) | D     | Guido Corradi         |
|    | Italia (bandiera) | D     | Alberto De Rossi      |
|    | Italia (bandiera) | A     | Paolo Dri             |

| N. |                   | Ruolo | Calciatore           |
| -- | ----------------- | ----- | -------------------- |
|    | Italia (bandiera) | A     | Sauro Frutti         |
|    | Italia (bandiera) | D     | Dino Gobbi           |
|    | Italia (bandiera) | C     | Gianfranco Lizzari   |
|    | Italia (bandiera) | C     | Alberto Mantovani    |
|    | Italia (bandiera) | A     | Marco Marocchi       |
|    | Italia (bandiera) | D     | Corrado Merli        |
|    | Italia (bandiera) | C     | Rinaldo Piraccini    |
|    | Italia (bandiera) | D     | Alessandro Stoppani  |
|    | Italia (bandiera) | P     | Alessandro Zaninelli |
|    | Italia (bandiera) | C     | Stefano Zarattoni    |

## Risultati

### Campionato

#### Girone di andata
| Arbitro: | Bianciardi (Siena) |

|            |           |  |
| Panozzo 8’ | Marcatori |  |

| Mantova 8 ottobre 1978 2ª giornata | Mantova        | 0 – 0 | Reggiana | Stadio Danilo Martelli\| Arbitro: \| Vallesi (Pisa) \| |
| Arbitro:                           | Vallesi (Pisa) |       |          |                                                        |

| Arbitro: | Giaffreda (Roma) |

|           |           |  |
| Motta 46’ | Marcatori |  |

| Arbitro: | De Marchi (Novara) |

|             |           |  |
| Bardelli 5’ | Marcatori |  |

| Piacenza 29 ottobre 1978 5ª giornata | Piacenza                  | 0 – 0 | Mantova | Stadio Galleana\| Arbitro: \| Pezzella (Frattamaggiore) \| |
| Arbitro:                             | Pezzella (Frattamaggiore) |       |         |                                                            |

| Mantova 5 novembre 1978 6ª giornata | Mantova           | 0 – 0 | Padova | Stadio Danilo Martelli\| Arbitro: \| Pairetto (Torino) \| |
| Arbitro:                            | Pairetto (Torino) |       |        |                                                           |

| Cremona 12 novembre 1978 7ª giornata | Cremonese       | 0 – 0 | Mantova | Stadio Giovanni Zini\| Arbitro: \| Facchin (Udine) \| |
| Arbitro:                             | Facchin (Udine) |       |         |                                                       |

| Arbitro: | Leni (Perugia) |

|                      |           |                   |
| Ferrari 8’ Picco 56’ | Marcatori | 90’ (rig.) Frutti |

| Mantova 26 novembre 1978 9ª giornata | Mantova           | 0 – 0 | Parma | Stadio Danilo Martelli\| Arbitro: \| Angelelli (Terni) \| |
| Arbitro:                             | Angelelli (Terni) |       |       |                                                           |

| Arbitro: | Madonna (Ercolano) |

|                |           |                   |
| Stefanello 69’ | Marcatori | 14’, 65’ Bardelli |

| Mantova 10 dicembre 1978 11ª giornata | Mantova           | 0 – 0 | Como | Stadio Danilo Martelli\| Arbitro: \| Cherri (Macerata) \| |
| Arbitro:                              | Cherri (Macerata) |       |      |                                                           |

| Trento 17 dicembre 1978 12ª giornata | Trento             | 0 – 0 | Mantova | Stadio Briamasco\| Arbitro: \| Faccenda (Salerno) \| |
| Arbitro:                             | Faccenda (Salerno) |       |         |                                                      |

| Arbitro: | Armienti (Bologna) |

|                   |           |             |
| Frutti 70’ (rig.) | Marcatori | 40’ Zandegù |

| Arbitro: | Parussini (Udine) |

|                                |           |              |
| Berlini 49’ Frutti 63’ Dri 79’ | Marcatori | 23’ Marchini |

| Arbitro: | Rufo (Roma) |

|              |           |            |
| Guidetti 17’ | Marcatori | 12’ Frutti |

| Mantova 21 gennaio 1979 16ª giornata | Mantova            | 0 – 0 | Biellese | Stadio Danilo Martelli\| Arbitro: \| Lombardo (Marsala) \| |
| Arbitro:                             | Lombardo (Marsala) |       |          |                                                            |

| Arbitro: | Madonna (Ercolano) |

|             |           |            |
| Bonanni 39’ | Marcatori | 25’ Frutti |

#### Girone di ritorno
| Arbitro: | Faccenda (Salerno) |

|  |           |             |
|  | Marcatori | 11’ Panozzo |

| Arbitro: | Pezzella (Frattamaggiore) |

|                   |           |               |
| Marlia 47’ (rig.) | Marcatori | 44’ Zarattoni |

| Arbitro: | Testa (Prato) |

|         |           |           |
| Dri 14’ | Marcatori | 65’ Bozzi |

| Arbitro: | Cherri (Macerata) |

|                            |           |  |
| Galluzzo 21’, 40’ Pala 31’ | Marcatori |  |

| Mantova 4 marzo 1979 22ª giornata | Mantova      | 0 – 0 | Piacenza | Stadio Danilo Martelli\| Arbitro: \| Baldi (Roma) \| |
| Arbitro:                          | Baldi (Roma) |       |          |                                                      |

| Arbitro: | Madonna (Ercolano) |

|            |           |            |
| Pillon 68’ | Marcatori | 62’ Frutti |

| Arbitro: | Valente (Monfalcone) |

|                                                |           |  |
| Berlini 11’ Dri 31’, 48’ Frutti 53’ Bianco 59’ | Marcatori |  |

| Arbitro: | Adamu (Cagliari) |

|               |           |                           |
| Piraccini 27’ | Marcatori | 10’ Bongiorni 19’ Calisti |

| Arbitro: | Rufo (Roma) |

|               |           |  |
| Torresani 93’ | Marcatori |  |

| Arbitro: | Pirandola (Lecce) |

|         |           |                |
| Dri 51’ | Marcatori | 72’ Stefanello |

| Arbitro: | Colasanti (Roma) |

|                                     |           |  |
| Stefanelli 68’ Nicoletti 75’ (rig.) | Marcatori |  |

| Mantova 6 maggio 1979 29ª giornata | Mantova        | 0 – 0 | Trento | Stadio Danilo Martelli\| Arbitro: \| Vallesi (Pisa) \| |
| Arbitro:                           | Vallesi (Pisa) |       |        |                                                        |

| Treviso 13 maggio 1979 30ª giornata | Treviso         | 0 – 0 | Mantova | Stadio Omobono Tenni\| Arbitro: \| Simini (Torino) \| |
| Arbitro:                            | Simini (Torino) |       |         |                                                       |

| Arbitro: | L. Esposito (Torre del Greco) |

|            |           |  |
| Gabban 87’ | Marcatori |  |

| Arbitro: | Castaldi (Vasto) |

|                   |           |  |
| Cappotti 26’, 60’ | Marcatori |  |

| Arbitro: | Baldi (Roma) |

|                                      |           |                        |
| Lamia Caputo 11’ De Rossi 38’ (aut.) | Marcatori | 27’ Gobbi 62’ Cappotti |

| Arbitro: | Stillacci (Torino) |

|            |           |               |
| Bianco 53’ | Marcatori | 20’ Bongiorni |